# Lista över adliga statsministrar i Sverige

Sveriges lilla riksvapen.

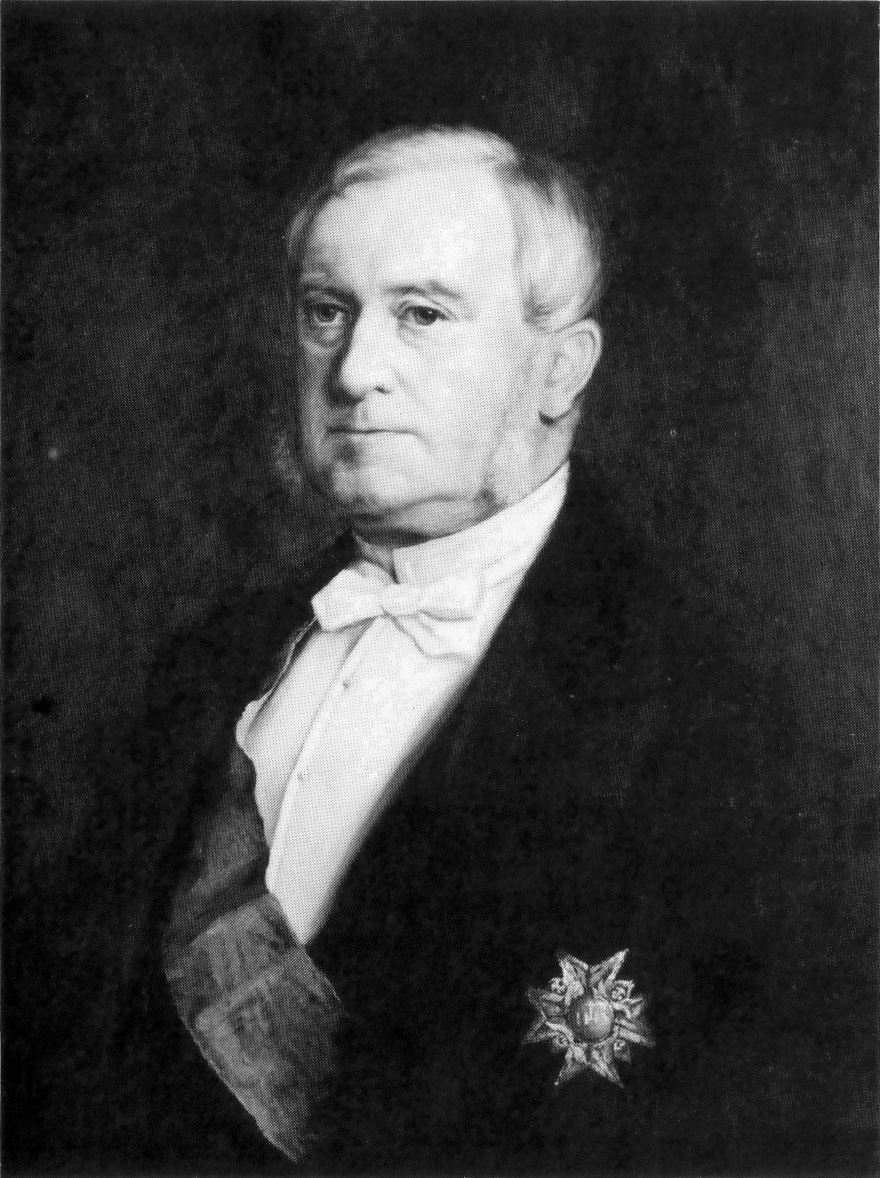
Friherre Louis De Geer d.ä. var Sveriges första statsminister.

Detta är en lista över de adelspersoner som tjänstgjort som Sveriges statsminister. Av de 35 personer som varit statsminister sedan ämbetet inrättades år 1876 har åtta varit adliga, varav fem friherrar och en greve. Adeln i Sverige förlorade sin formella makt i och med ståndsriksdagens avskaffandet 1866, men fortsatte vara frekvent representerade i maktpositioner långt därefter. Gillis Bildt, som upphöjdes till friherre år 1864 av kung Karl XV, är den enda statsministern som inte ärvt sin adliga titel (han var dock född lågadlig). Hans sonsons sonson Carl Bildt är den senaste adelsmannen som tjänstgjort som statsminister i Sverige samt senaste adliga utrikesministern.

## Adliga statsministrar
| Titel                                    | Statsminister        | Ämbetstid | Ätt                                                  | Monark          |
| ---------------------------------------- | -------------------- | --------- | ---------------------------------------------------- | --------------- |
| Hans Excellens Högvälborne Herr Friherre | Louis De Geer d.ä.   | 1876–1880 | Friherrliga ätten De Geer af Finspång, nr 312        | Oscar II        |
| Hans Excellens Högvälborne Herr Greve    | Arvid Posse          | 1880–1883 | Grevliga ätten Posse, nr 51                          | Oscar II        |
| Hans Excellens Högvälborne Herr Friherre | Gillis Bildt         | 1888–1889 | Friherrliga ätten Bildt, nr 404                      | Oscar II        |
| Hans Excellens Högvälborne Herr Friherre | Gustaf Åkerhielm     | 1889–1891 | Friherrliga ätten Åkerhielm af Margrethelund, nr 205 | Oscar II        |
| Hans Excellens Högvälborne Herr Friherre | Fredrik von Otter    | 1900–1902 | Friherrliga ätten von Otter, nr 150                  | Oscar II        |
| Hans Excellens Välborne Herr             | Hjalmar Hammarskjöld | 1914–1917 | Adliga ätten Hammarskjöld, nr 135                    | Gustaf V        |
| Hans Excellens Högvälborne Herr Friherre | Louis De Geer d.y.   | 1920–1921 | Friherrliga ätten De Geer af Finspång, nr 312        | Gustaf V        |
| Välborne Herr                            | Carl Bildt           | 1991–1994 | Adliga ätten Bildt, nr 678                           | Carl XVI Gustaf |

## Statsministrar med adlig koppling
- Erik Gustaf Boströms (1891–1900, 1902–1905) mor Elisabet Gustava Fredenheim tillhörde den adliga ätten Fredenheim, nr 1980.[6]
- Oscar von Sydow (1921) var släkt med den adliga ätten von Sydow, nr 2305.
- Ernst Tryggers (1923–1924) mor Charlotte von Schmiterlöw tillhörde den adliga ätten Schmiterlöw, nr 1768.[7]
- Olof Palmes (1969–1976, 1982–1986) farmor friherrinnan Hanna von Born tillhörde den finländska friherrliga ätten von Born, nr 47.[8]